# Кельтминская ложбина
Кельтминская ложбина — сквозная древняя долина на водоразделе Камы, Печоры и Вычегды, представляющая собой понижение рельефа, линейно вытянутое в направлении север — юг между Северными и Немскими увалами. Протекают реки Южная Кельтма и Северная Кельтма с их притоками. В начале XIX века реки Джурич (приток Южной Кельтмы, бассейн Камы) и Северная Кельтма (приток Вычегды, бассейн Северной Двины) были соединены Северным Екатерининским каналом. Территория сильно заболочена.
Ложбина представляет собой древний спиллвей, по которому около 100 тысяч лет назад, во время оледенения, происходило движение вод из запруженной ледником Вычегды в Каму.